# 新宿 (富山県)
新宿（しんじゅく）は、富山県魚津市にある地名。

## 概要
あいの風とやま鉄道線・富山地方鉄道本線を境に海側に所在する。かつては田方町（幕末の弘化年間に馬場が置かれていた場所に形成された街。1969年（昭和44年）に本江町・東小路の各一部を合併している。）と呼ばれていたが、1972年（昭和47年）8月1日に住居表示が実施される際に、隣接する真成寺町（魚津銀座）に次ぐ繁華街を目指し『新宿』と名付けられた（この際、農地林区画整理により友道町の大部分を編入している）。同町内には新宿商店街の他、NTT西日本魚津ビル（旧魚津電報電話局）、富山県魚津総合庁舎、魚津区検察庁といった公共機関も存在する。

## 新宿商店街
同町内を横断する富山県道大海寺新本町線沿いに形成された商店街。電鉄魚津駅から新宿交差点までを結ぶ。この商店街は戦後の闇市を起源としており、電鉄魚津駅の乗降客が主要顧客であった。1955年（昭和30年）頃に任意団体の電鉄魚津駅前商店街が組織され、昭和30年代後半に道幅が拡張された。さらに1968年（昭和43年）からの都市計画事業により、県道拡幅工事が進められ、1971年に馬出町から地鉄高架橋までの290mの拡幅工事（車道幅員9m、歩道左右共に幅員3m）が完成、同年12月15日に東京都の新宿の繁栄にあやかり『新宿商店街』と名付けられた。それと同時期にアーケード設置運動が盛んになり、1972年（昭和47年）8月に魚津新宿商店街振興会が設立、1973年（昭和48年）3月上旬にはアーケードが完成した。商店街のアーチ（現在は撤去）は、隣接する伏見稲荷魚津大社をモチーフにしたものである。同商店街は電鉄魚津駅と共に発展していたが、電鉄魚津ステーションデパート閉店後は同様に閉店する店舗が相次いである。また、一時は歓楽街としても一斉を風靡していたが、魚津駅前の歓楽街（柿の木割り）に押されて衰退した。

## 世帯数と人口
2022年（令和4年）8月1日現在の世帯数と人口は以下の通りである。
| 町丁 | 世帯数  | 人口  |
| ---- | ------- | ----- |
| 新宿 | 111世帯 | 221人 |

なお、1979年（昭和54年）時点での世帯数は188世帯、人口は597人であった。

## 小・中学校の校区
市立小・中学校に通う場合、校区は以下の通りとなる。
| 番地 | 小学校               | 中学校             |
| ---- | -------------------- | ------------------ |
| 全域 | 魚津市立よつば小学校 | 魚津市立西部中学校 |

## 交通

### 富山地方鉄道
電鉄魚津駅
道路
- 富山県道33号金山谷田方町線
- 富山県道332号大海寺新本町線

## 施設
- 富山県魚津総合庁舎
- 魚津区検察庁
- NTT西日本魚津ビル（旧魚津電報電話局）